# 聖安德肋主教座堂 (維多利亞)
聖安德肋主教座堂（St. Andrew's Cathedral）是天主教維多利亞教區的主教座堂，位于加拿大卑詩省首府維多利亞。

## 历史
该堂于1890年开工，1892年10月30日祝圣。1990年，该堂被列为加拿大国家历史遗产。

## 建筑
该堂为维多利亚哥特式风格，由建筑师 莫里斯·佩罗和阿尔伯特·梅斯纳德设计。总造价81,052加元。尖塔高53.4米。

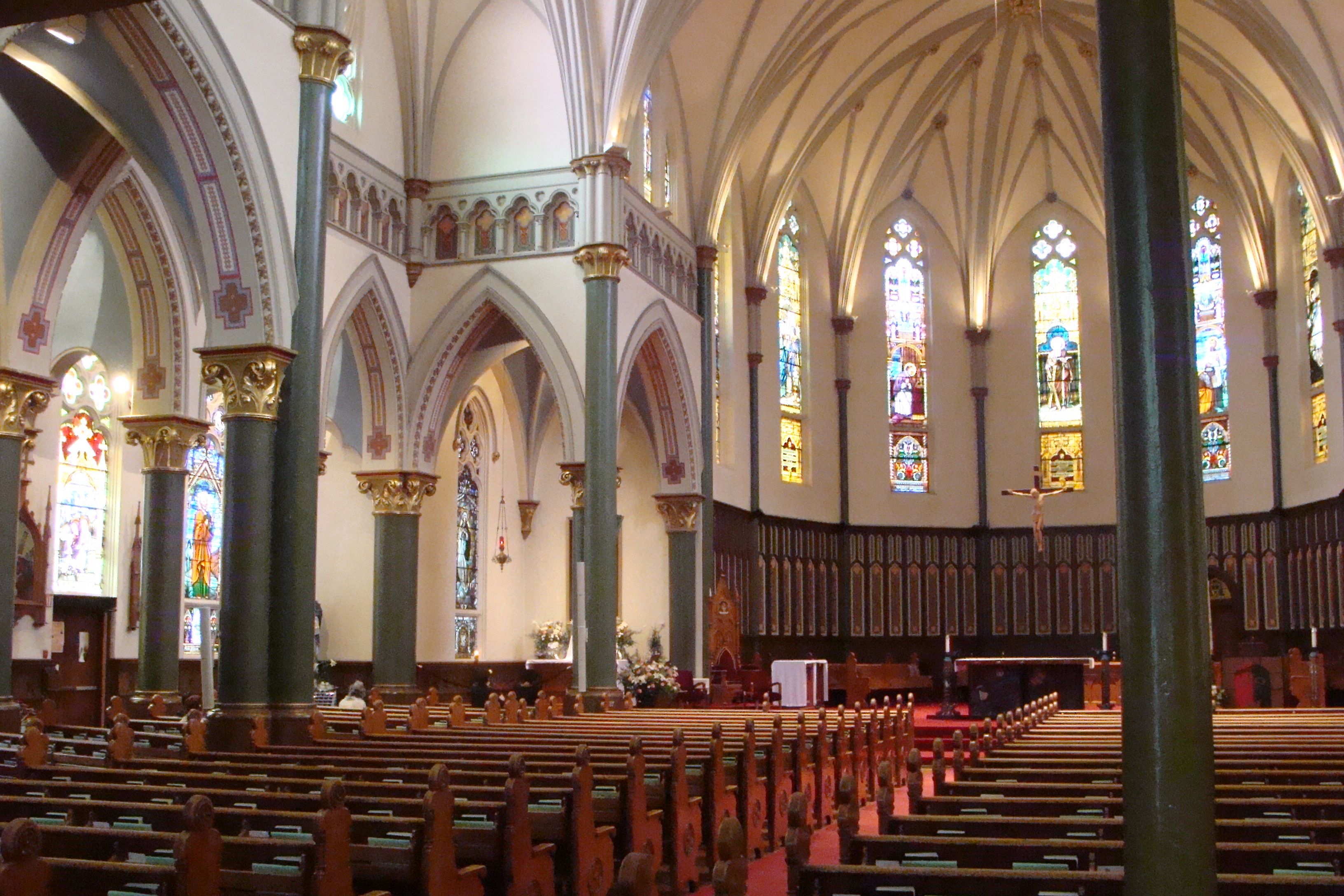

该堂中殿宽22米，设有2个玫瑰窗以及21扇花窗玻璃。 